# Offensiva del lago Narač
L'offensiva del Lago Narač fu una battaglia combattuta tra il marzo e l'aprile del 1916 tra le forze russe e tedesche, sul Fronte orientale della prima guerra mondiale. Questa offensiva fu effettuata al fine di costringere i Tedeschi ad abbassare la pressione contro i Francesi a Verdun.

## Antefatti
Quando la situazione per i Francesi stava diventando sempre più difficile, il generale Joseph Joffre chiese agli altri Alleati di condurre delle azioni diversive in qualunque punto del fronte al fine di obbligare i Tedeschi a spostare una parte delle loro truppe da Verdun.
Lo zar Nicola II accolse la richiesta francese, scegliendo la zona circostante il Lago Narač, in Bielorussia, poiché in quelle zone 350 000 soldati russi avrebbero dovuto fronteggiare solo i 75 000 soldati tedeschi della 10. Armee del generale Hermann von Eichhorn.

## La battaglia
Il bombardamento iniziale russo fu abbastanza lungo, durando due giorni, ma molto inaccurato, lasciando intatta la maggior parte dell'artiglieria tedesca. Ciò, unito al fatto che i soldati russi attraversarono la terra di nessuno raggruppati invece che ben distanziati, consentì alle mitragliatrici tedesche di essere letalmente efficaci. Gli attaccanti guadagnarono pochi chilometri, ma non inflissero alcun danno serio alle difese tedesche, molto ben organizzate e fortificate, nonostante fossero in netta superiorità numerica.
L'offensiva russa si arrestò nell'aprile 1916. Tutto ciò che fu conquistato dai Russi fu, nel successivo contrattacco tedesco, perso. Un attacco ausiliario che ebbe luogo vicino a Riga il 21 marzo non ebbe miglior fortuna.
L'intera operazione fu un completo fallimento ed abbassò notevolmente il morale delle truppe russe. In più essa non raggiunse il suo scopo originario, poiché i Tedeschi non allontanarono alcuna unità da Verdun.